# Acourtia elizabethiae
Acourtia elizabethiae là một loài thực vật có hoa trong họ Cúc. Loài này được Rzed. & Calderón mô tả khoa học đầu tiên năm 1990.